# フェルマーの原理
フェルマーの原理（フェルマーのげんり、英語: Fermat's principle）とは、幾何光学における基礎原理のひとつ。
光は光学的距離が最短になる経路、すなわち進むのにかかる時間の停留点になる経路を通る、という原理。この原理から、光の直進性、反射の法則、屈折のスネルの法則といった幾何光学の法則が導かれる。
1661年にフェルマーが発見したため、この名がある。反射の場合に限れば、古代のアレクサンドリアのヘロンが『反射光学』で平面鏡と凸球面鏡の場合に証明している。
変分原理のひとつ。
波動光学を用いて正当化することができる。すなわち、微小な変位で位相が急激に変化する経路は、他の経路と弱めあうため、あまり寄与しない。一方、停留点近傍の経路は互いに強めあう。
「最少時間の原理」とも言う。しかし、例えば平面鏡の反射に相当する経路は、極小であって最少ではない。凹面鏡の反射の場合は（経路を鏡面上の一点を経由する折れ線に限ると最大になるので）鞍点になる。いずれも、時間最小を達成する経路は、二点を結ぶ直線経路である。

## 現代バージョン
x,y,zをデカルト座標とし、オーバードットがsに関する微分を表す場合、フェルマーの原理は次のように書ける。
{\displaystyle {\begin{aligned}\delta S&=\,\delta \int _{A}^{B}\!n_{\mathrm {r} }\,{\sqrt {dx^{2}+dy^{2}+dz^{2}}}\\&=\,\delta \int _{A}^{B}\!n_{\mathrm {r} }\,{\sqrt {{\dot {x}}^{2}+{\dot {y}}^{2}+{\dot {z}}^{2}}}~ds\,=\,0\,.\end{aligned}}}
等方性媒質の場合，nrを法線屈折率 に置き換えることができる．nrは単にスカラー場である。次に光学的ラグランジュを定義する:
{\displaystyle L{\big (}x(z),y(z),{\dot {x}}(z),{\dot {y}}(z),z{\big )}=n(x,y,z)\,{\sqrt {1+{\dot {x}}^{2}+{\dot {y}}^{2}}}\,,}
そして、
{\displaystyle \delta S=\,\delta \int _{A}^{B}\!L(x,y,z,{\dot {x}},{\dot {y}},{\dot {z}})\,ds\,=\,0\,.}